# Ovidiu Forai
Ovidiu Forai (ur. 15 czerwca 1919 w Krajowie, zm. 26 lipca 1979 w Surducu) – rumuński zapaśnik walczący w stylu klasycznym. Olimpijczyk z Helsinki 1952, gdzie odpadł w eliminacjach w kategorii 87 kg.